# アテナ工業
アテナ工業株式会社（アテナこうぎょう、Athena Kogyo Co., Ltd. ）は、岐阜県関市に本社を置くカップラーメンや弁当など食品を中心とした容器を製造・販売する企業である。

## 沿革
- 1970年2月 - 岐阜県各務原市にアテナ有限会社創業。
- 1973年11月 - アテナ工業株式会社設立。
- 1980年9月 - 岐阜県美濃市に本社移転。
- 1990年5月 - 現所在地に本社移転。
- 1995年2月 - 株式を店頭公開。（現在の東証スタンダード上場）
- 1999年2月 - 関東工場を新設
- 2012年12月 - マネジメント・バイアウト（MBO、経営陣による買収）によりジャスダック上場廃止

## 所在地
- 本社、本社工場 - 岐阜県関市
- 関東工場 - 茨城県猿島郡境町
- 東京支店 - 東京都千代田区

## 関連会社
- JSM Packaging Sdn. Bhd. （マレーシア）
- Athena Kogyo(M)Sdn.Bhd. （マレーシア）
- JSM Packaging(Penang)Sdn.Bhd.（マレーシア）